# Arthur Hornblow Jr.
Arthur Hornblow Jr. est un producteur de cinéma américain, né le 15 mars 1893 à New York, où il est mort le 17 juillet 1976. Il est le fils de l'écrivain Arthur Hornblow et de Natalie Lambert.

## Biographie
Il débute comme adaptateur de pièces de théâtre étrangères pour Broadway entre 1922 et 1930. La pièce La Captive, dont le sujet évoque une relation amoureuse entre deux femmes, est interdite par la police en 1926. Arthur Hornblow Jr. devient producteur en 1931 au sein de la Paramount Pictures. Puis il intègre en 1943 la Metro-Goldwyn-Mayer, où il travaille jusqu'en 1953, année où il poursuit sa carrière comme producteur indépendant, produisant plusieurs films noirs. Son dernier film est L'Homme qui aimait la guerre (avec Steve McQueen et Robert Wagner), sorti en 1962, après lequel il se retire. Il permit à Billy Wilder de réaliser son premier film aux Etats-Unis Uniformes et Jupons courts. Il crut au potentiel du cinéaste et l'encouragea en produisant plusieurs de ses films.
Parmi ses productions notables, se trouvent Arrowsmith de John Ford (1931, avec Ronald Colman et Helen Hayes), L'Extravagant Mr Ruggles de Leo McCarey (1935, avec Charles Laughton et Mary Boland), Par la porte d'or de Mitchell Leisen (1941, avec Charles Boyer et Olivia de Havilland), Hantise de George Cukor (1944, avec Charles Boyer et Ingrid Bergman), Quand la ville dort de John Huston (1950, avec Sterling Hayden et Louis Calhern), Oklahoma ! de Fred Zinnemann (1955, avec Gordon MacRae et Gloria Grahame), ou encore Témoin à charge de Billy Wilder (1957, avec Tyrone Power et Marlène Dietrich).
Quatre des trente-neuf films (américains, sauf un britannique) qu'Arthur Hornblow Jr. produit obtiennent chacun une nomination à l'Oscar du meilleur film, mais sans en gagner.

## Vie privée

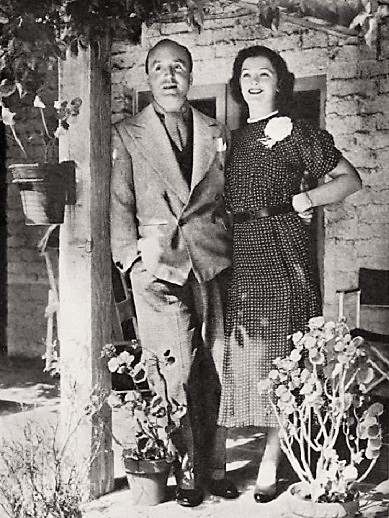
Avec sa seconde épouse Myrna Loy qui espérait s'unir à son amant Spencer Tracy

Arthur Hornblow Jr. a été marié à l'actrice Juliette Crosby, en 1924, avec qui il a eu un fils. Il divorça en 1936 ,. Juliette Crosby travailla en tant qu'infirmière à la Croix Rouge en France durant la Première Guerre mondiale et fut comédienne à Broadway,. Il épousa dans la foulée Myrna Loy qu'il avait rencontrée sur le tournage de Arrowsmith en 1931 qu'il avait produit. L'union prit fin en 1942 en raison de sa propre instabilité sentimentale, ignorant que Myrna Loy, elle-même, vivait clandestinement une liaison amoureuse avec Spencer Tracy ,. Arthur Hornblow Jr. ne put avoir un enfant d'elle car celle-ci, qui était tombée enceinte de lui, avait dû avorter, alors qu'ils n'étaient pas encore mariés, afin d'éviter un scandale. Elle eut une infection qui la rendit infertile. Le couple célébra son divorce en donnant une fête au Mocambo club. Plusieurs années plus tard, Myrna Loy déclara que son amant Spencer Tracy était son plus grand amour et non Hornblow Jr. et qu'elle aurait voulu s'unir à lui,,,. Il épousa en troisièmes noces en 1945, l'écrivaine Leonara Schinasi avec qui il co-écrira de nombreux livres pour enfants, restant proche d'elle jusqu'à la fin de ses jours en 1976. Leonora retourna vivre à New York jusqu'à sa mort survenue en 2005. Les documents biographiques relatifs à leur relation sont classés à la Bibliothèque Margaret Herrick,,.

## À noter
- Durant la première guerre mondiale, il travailla au sein de l'Intelligence Service [19].
- Membre de la fraternité sociale Theta Delta Chi[20].
- À propos de Louis B. Mayer, il affirma que "C'était un monstre, odieux, cruel, mais il savait faire marcher son studio"[21].
- Présent sur certains tournages, il pouvait être irritant. À tel point que George Cukor lui demanda de quitter le plateau pendant le tournage de Hantise[22].
- Son père Arthur Hornblow était un éditeur réputé [23].
- Durant le tournage d'Une fine mouche pendant l'été 1936, il était raillé par Spencer Tracy à propos de Myrna Loy avec laquelle l'acteur vivait une liaison adultère torride pendant le tournage[24]. Le comédien hurla qu'il "détestait Hornblow" car ce dernier avait épousé l'actrice quelques semaines auparavant[25]. Hornblow Jr, qui ne rendit visite qu'une seule fois sur le plateau de tournage ignorait les nombreuses infidélités de Myrna Loy avec Tracy[26]. L'actrice parviendra à minimiser son comportement et à sauver les apparences[27]. Jusqu'au divorce en 1942, Arthur Hornblow Jr. qui avait acquis avec l'actrice une grande propriété à Beverly Hills[28] ne se doutait pas que Myrna Loy qui resta liée à son amant lui rendait clandestinement visite dans sa chambre d'hôtel qui était située dans la région[29].
- Sa troisième épouse Leonora Schinasi faisait partie de la vie mondaine et avait hérité d'une fortune familiale [30]
- Il lança la carrière de l'actrice Marie Windsor. Il conseilla à l'actrice Constance Keane de prendre un pseudonyme et lui suggéra Veronica Lake en référence à sa secrétaire et à un lac[31] car "Ses yeux étaient paisibles et bleus comme un lac"[32].

## Théâtre
(pièces à Broadway, comme adaptateur, sauf mention contraire)
- 1922 : Les Hannetons (Madame Pierre) d'Eugène Brieux, avec Roland Young
- 1923 : Pasteur de Sacha Guitry
- 1924-1925 : The Youngest de Philip Barry (comme directeur général de production)
- 1926-1927 : La Prisonnière (The Captive) d'Édouard Bourdet, avec Basil Rathbone
- 1930 : A Kiss of Importance d'André Picard et H.M. Harwood, mise en scène de Lionel Atwill, avec Montagu Love, Basil Rathbone, Ivan F. Simpson

## Filmographie complète

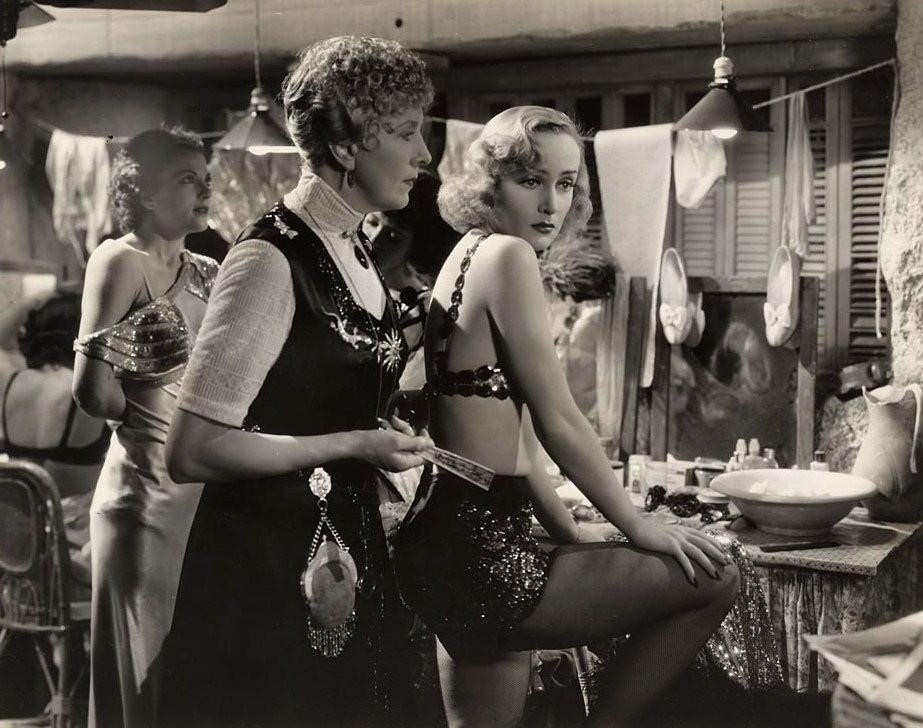
Cecil Cunningham et Carole Lombard (au premier plan), dans Trompette Blues (1937)

(films américains, sauf mention contraire)
- 1931 : One Heavenly Night de George Fitzmaurice
- 1931 : Arrowsmith de John Ford
- 1932 : Le Roi de l'arène (The Kid from Spain) de Leo McCarey
- 1934 : The Pursuit of Happiness d'Alexander Hall
- 1934 : Mystères de Londres (Limehouse Blues) d'Alexander Hall
- 1935 : L'Extravagant Mr Ruggles (Ruggles of Red Gap) de Leo McCarey
- 1935 : Ultime Forfait (Four Hours to Kill !) de Mitchell Leisen
- 1935 : Mississippi de Wesley Ruggles et A. Edward Sutherland
- 1935 : Les Ailes dans l'ombre (Wings in the Dark) de James Flood
- 1936 : Une princesse à bord (The Princess comes Across) de William K. Howard
- 1936 : Three Married Men d'Edward Buzzell
- 1937 : La Vie facile (Easy Living) de Mitchell Leisen
- 1937 : Waikiki Wedding de Frank Tuttle
- 1937 : Trompette Blues (Swing High, Swing Low) de Mitchell Leisen
- 1937 : La Furie de l'or noir (High, Wide, and Handsome) de Rouben Mamoulian
- 1938 : Les Américains à Paris (Artists and Models Abroad) de Mitchell Leisen
- 1938 : La Belle de Mexico (Tropic Holiday) de Theodore Reed
- 1939 : La Baronne de minuit (Midnight) de Mitchell Leisen
- 1939 : Le Mystère de la maison Norman (The Cat and the Canary) d'Elliott Nugent
- 1939 : L'Irrésistible Monsieur Bob (Man about Town) de Mark Sandrich
- 1940 : Éveille-toi mon amour (Arise, my love) de Mitchell Leisen
- 1940 : Le Mystère du château maudit (The Ghost Breakers) de George Marshall
- 1941 : Nothing but the Truth d'Elliott Nugent
- 1941 : L'Escadrille des jeunes (I wanted Wings) de Mitchell Leisen
- 1941 : Par la porte d'or (Hold Back the Dawn) de Mitchell Leisen
- 1942 : Uniformes et Jupons courts (The Major and the Minor) de Billy Wilder
- 1944 : Le Corps céleste (The Heavenly Body) d'Alexander Hall et Vincente Minnelli
- 1944 : Hantise (Gaslight) de George Cukor
- 1945 : Week-end au Waldorf (Week-End at the Waldorf) de Robert Z. Leonard
- 1947 : La Femme de l'autre (Desire Me) de George Cukor et Mervyn LeRoy
- 1947 : Éternel Tourment (Cass Timberlane) de George Sidney
- 1947 : Marchands d'illusions (The Hucksters) de Jack Conway
- 1949 : Guet-apens (Conspirator) de Victor Saville (film britannique)
- 1950 : Quand la ville dort (The Asphalt Jungle) de John Huston
- 1952 : La Première Sirène (Million Dollar Mermaid) de Mervyn LeRoy
- 1953 : Drôle de meurtre (Remains to be seen) de Don Weis
- 1955 : Oklahoma ! de Fred Zinnemann
- 1957 : Témoin à charge (Witness for the Prosecution) de Billy Wilder
- 1962 : L'Homme qui aimait la guerre (The War Lover) de Philip Leacock

## Nominations
- Oscar du meilleur film :
  - En 1936, pour L'Extravagant Mr Ruggles ;
  - En 1942, pour Par la porte d'or ;
  - En 1945, pour Hantise ;
  - Et en 1958, pour Témoin à charge.